# Apamea maraschi
Apamea maraschi är en fjärilsart som beskrevs av Max Wilhelm Karl Draudt 1934. Apamea maraschi ingår i släktet Apamea och familjen nattflyn. Inga underarter finns listade i Catalogue of Life.